# Nesna

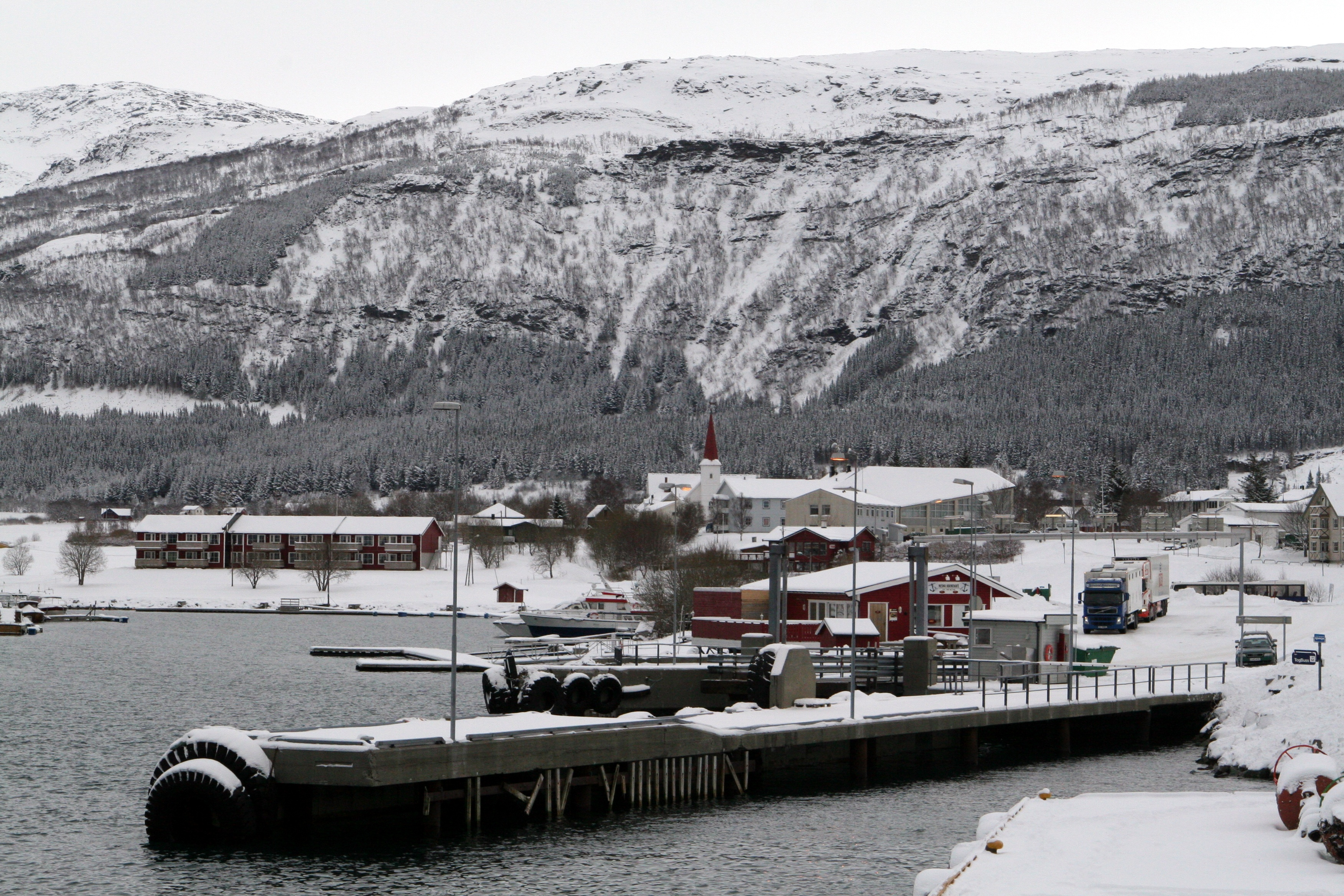
Zicht vanuit de haven, februari 2006

Nesna is een gemeente in de Noorse provincie Nordland.
De gemeente telde 1837 inwoners in januari 2017.
Het is van oudsher een handelsplaats en is vandaag(2024) bekend om zijn "Nesna lobben", vilten winterlaarzen die in grote maten uitgevoerd worden.
Hier begon Petter Dass, de bekende Noorse dichter zijn carrière als kapelaan. Van 1672 tot 1689 verbleef hij op het Prestegården, de oude pastorie die vandaag(2024) nog bestaat. De huidige kerk van Nesna dateert uit 1880.

## Verbindingen
- Mo I Rana, op 70 km van Nesna, beschikt over een luchthaven met verbindingen naar Trondheim en Bodø. Deze steden zijn ook met de trein van hieruit bereikbaar.
- Er is een dagelijks busverbinding met Mo I Rana.
- Nesna is een aanlegplaats van Hurtigruten. Dagelijks stopt hier een schip op weg naar Bergen of Kirkenes. Daarnaast kan men dagelijks naar Bodø en Sandnessjøen met de snelle boten van de kustexpress. Tot slot zijn er ferry verbindingen met Hugla, Tomma en Handnesøya.
- Nesna ligt op de landschappelijke mooie Kustweg 17 die Trondheim met Bodø verbindt.

Alstahaug · Andøy · Beiarn · Bindal · Bø · Bodø · Brønnøy · Dønna · Evenes · Fauske · Flakstad · Gildeskål · Grane · Hadsel · Hamarøy · Hattfjelldal · Hemnes · Herøy · Leirfjord · Lødingen · Lurøy · Meløy · Moskenes · Narvik · Nesna · Øksnes · Rana · Rødøy · Røst · Saltdal · Sømna · Sørfold · Sortland · Steigen · Træna · Værøy · Vågan · Vefsn · Vega · Vestvågøy · Vevelstad

Fylker van Noorwegen